# Moselbrücke Schweich (L141)

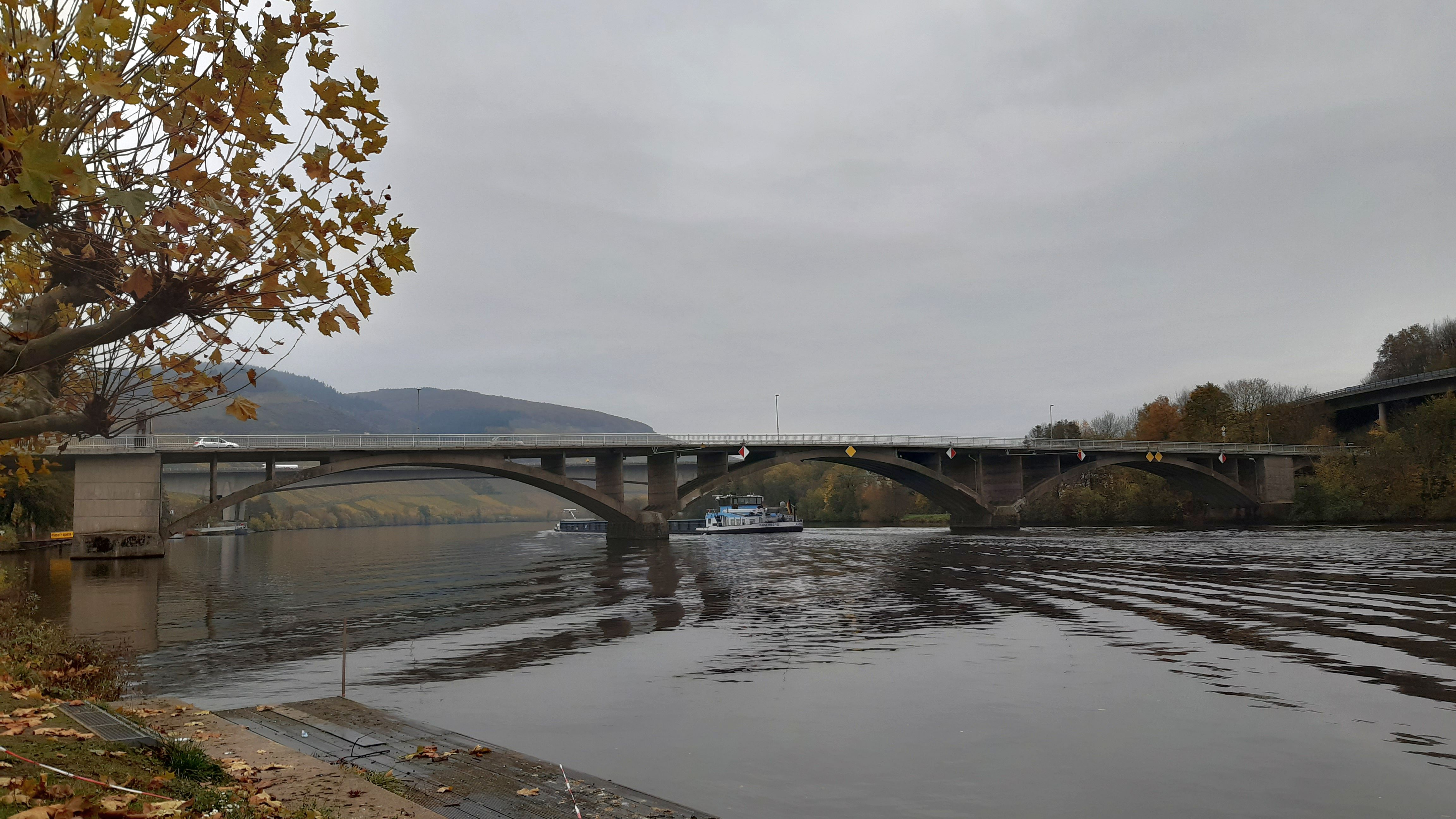
Moselbrücke Schweich

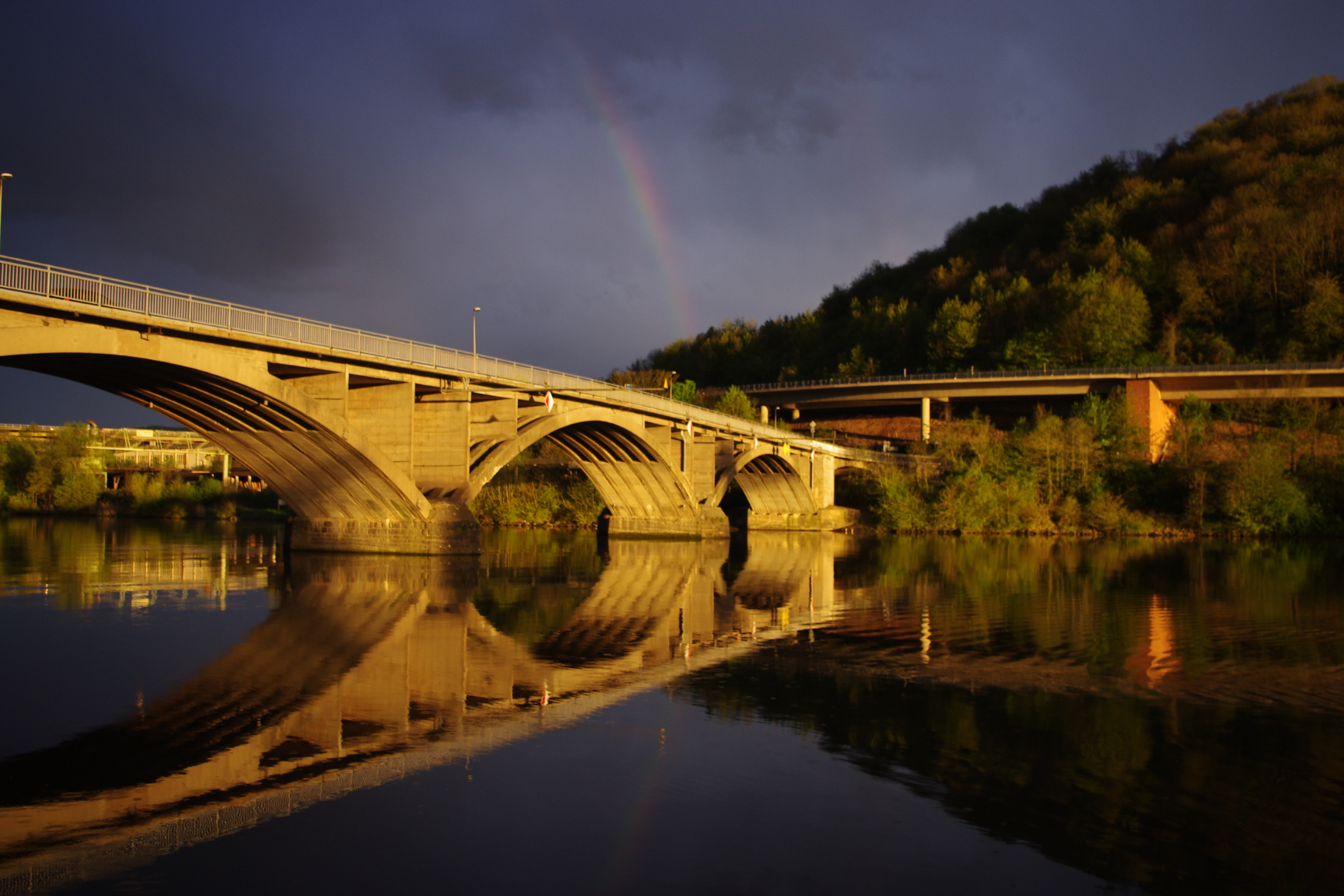
Moselbrücke Schweich

Die Moselbrücke Schweich (Landesstraße 141) ist eine Straßenbrücke über die Mosel zwischen der Stadt Schweich und der Gemeinde Longuich, Ortsteil Kirsch, im Landkreis Trier-Saarburg in Rheinland-Pfalz. In unmittelbarer Nähe befindet sich die Moseltalbrücke Schweich (Bundesautobahn 1 / Europastraße 44), die ebenfalls über die Mosel führt.
Nach dem Abriss des Fährturmes rechts der Mosel bei Longuich-Kirsch zwecks Errichtung der Moselbahnstrecke (Kleinbahn) war der Fährbetrieb über die Mosel bei Schweich nur noch eingeschränkt möglich. 1902 wurde daher die Errichtung einer Straßenbrücke beschlossen. Die Fertigstellung der Brücke erfolgte 1906. Die Brücke wurde im März 1945 von deutschen Truppen gesprengt, die neu erbaute Brücke wurde im November 1948 in Betrieb genommen.
Sie ist heute Teil der Landesstraße 141.
Ein Ersatzneubau ist geplant, Stand 2019.